# سیم اینس
سیم اینس (انگلیسی: Sim Iness؛ ۹ ژوئیه ۱۹۳۰ – ۲۳ مه ۱۹۹۶) پرتاب‌گر دیسک اهل ایالات متحده آمریکا بود.
وی در مسابقات کشوری و بین‌المللی در مجموع برندهٔ ۱ مدال طلا شده‌است.